# 카구야 루나
카구야 루나(일본어: 輝夜月)는 일본의 버추얼 유튜버 음악 아티스트다.

## 내력
캐릭터 디자인은 유명 동인 일러스트레이터인 Mika Pikazo이며 성우인 시마자키 노부나가나 마피아 카지타 또한 카구야 루나와 교류를 나누곤 했다.
2017년 12월 4일에 첫 번째 동영상이 유튜브에 게시되었다.  유튜브 채널을 개설한 지 고작 2주 만에 구독자가 10만 명을 돌파했으며, 2017년이 끝나기 전에 20만 명을 돌파했고, 2018년 2월 18일자로 50만 명을 돌파했다. 또한 업로드한 영상이 2018년 2월 18일 기준 16개밖에 되지 않음에도 업로드 하는 영상마다 50만 조회수는 가뿐히 넘기며, 10편이 넘는 영상이 조회수 100만을 찍었을 정도로 반응이 매우 폭발적이다.